# Forces de sécurité pakistanaises

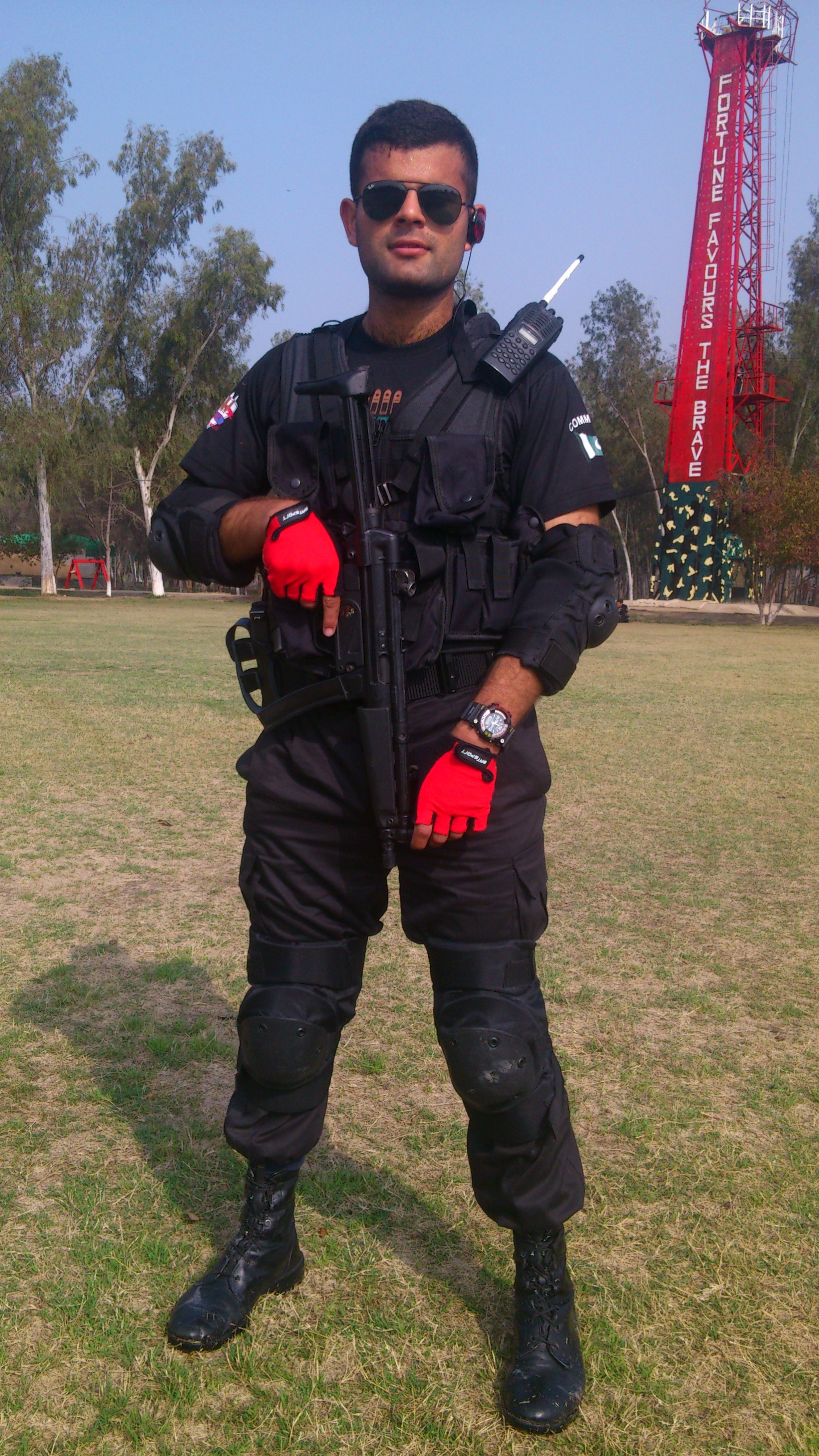
Une des forces spéciales de la police pakistanaise commando.

Les forces de sécurité pakistanaises (en ourdou : قانون نافذ کرنے والے ادارے) est l'une des trois composantes éléments du système de sécurité au Pakistan, au côté des systèmes judiciaire et carcéral.

## Présentation

### Sous contrôle fédéral

#### Forces militaires ou paramilitaires
- Armée pakistanaise, force de près de 600 000 soldats, sous l'autorité de la hiérarchie militaire.
- Rangers pakistanais, groupe paramilitaire opérant surtout le long de la frontière est (100 000 hommes).
- Frontier Corps, groupe paramilitaire chargé de la sécurité le long de la frontière ouest, avec l'Afghanistan (70 000 hommes).
- Frontier Constabulary, groupe paramilitaire de police, opérant surtout dans la province de Khyber Pakhtunkhwa (25 000 hommes).
- Garde-côtes pakistanais, force paramilitaire de 2 500 hommes

#### Forces civiles
- Federal Investigation Agency, la FIA, chargé de mener des enquêtes criminelles (un peu similaire au FBI). La FIA est sous l'autorité du ministère de l'intérieur.
- Forces anti-narcotiques, organisation des forces spéciales de police chargée de lutter contre le trafic de drogues (1 500 hommes).
- Police des autoroutes et des routes nationales, créée en 1997 après l'apparition des premières autoroutes.
- Académie de la Police nationale du Pakistan, chargée de la formation des officiers des agences de police civile.
- Police des chemins de fer.

### Sous contrôle des provinces

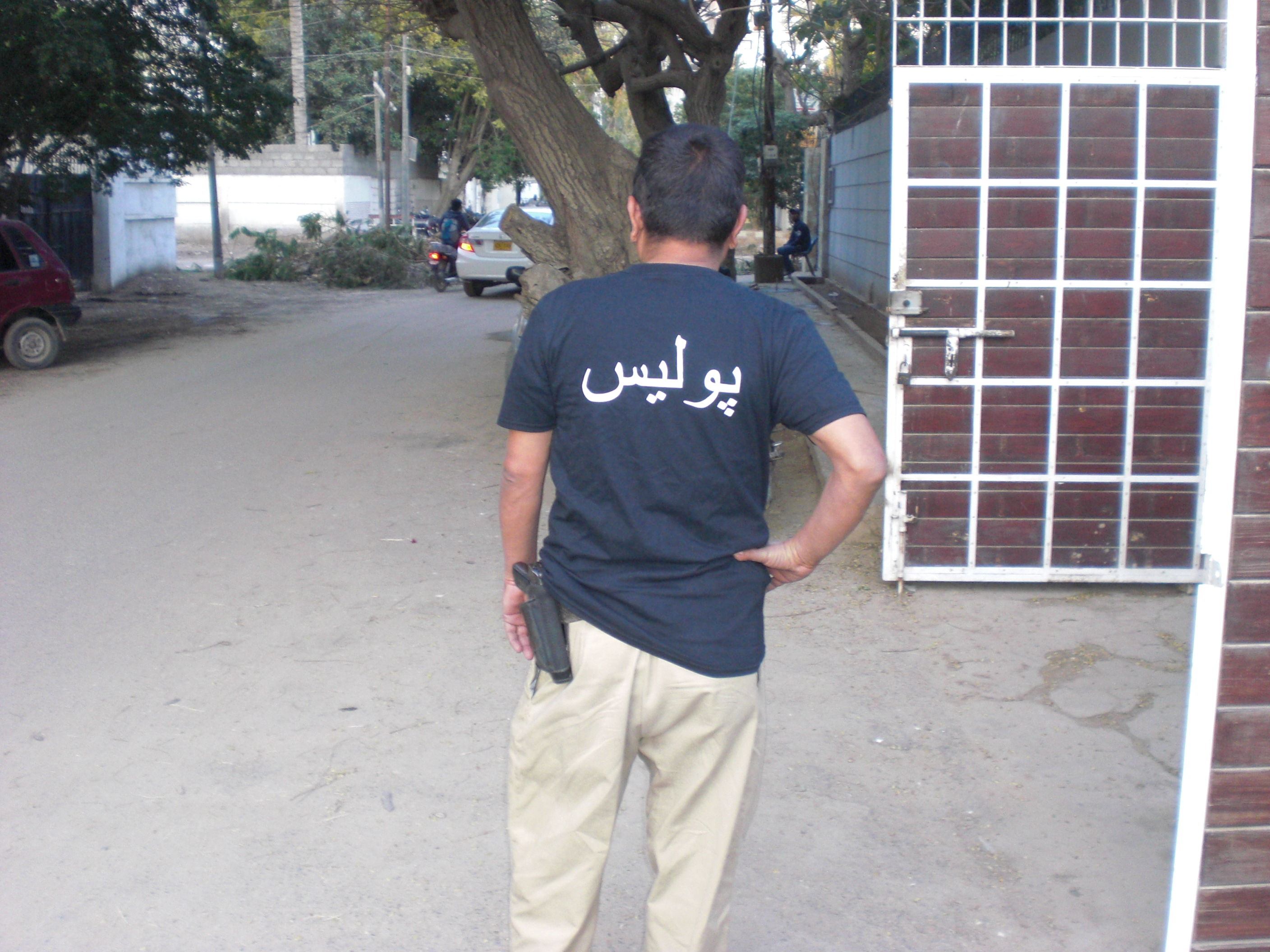
Sindh police constable

#### Pendjab
- Police du Pendjab, elle forme la police chargée d'assurer la sécurité de la province du Pendjab (170 000 hommes). Elle a été formée en 1861 durant l'Empire britannique.
  - Police d'élite de Pendjab, branche spéciale formée en 1997 (5 000 hommes).
- Gardiens de prison (Punjab Prisons), environ 12 000 hommes pour 50 000 détenus repartis dans 32 prisons de la province en 2010.

#### Sind
- Police du Sind, elle forme la police chargée d'assurer la sécurité de la province du Sind (99 000 hommes). Elle a été formée en 1843 durant l'Empire britannique.

#### Khyber Pakhtunkhwa
- Police frontalière, elle forme la police chargée d'assurer la sécurité de la province de Khyber Pakhtunkhwa (73 000 hommes).

#### Baloutchistan
- Police du Baloutchistan.